# ایمجین اف‌اکس

جلد ایمجین اف‌اکس (کریسمس ۲۰۱۳)

ایمجین اف‌اکس (به انگلیسی: ImagineFX) مجلهٔ هنر دیجیتال می‌باشد که شامل کارگاه‌ها و مصاحبه‌هایی با هنرمندان سبک‌های علمی–تخیلی، فانتزی، مانگا، انیمه، گیم و کامیکس می‌شد.
این مجله از ژانویه ۲۰۰۶ توسط فیوچر پی‌ال‌سی در باث، بریتانیا منتشر می‌شود. هنرمندانی چون رایان چرچ، جانی دودل، ماریتن بلند و هنینگ لودویسگن با ایمجین اف‌اکس همکاری می‌کنند. این مجله به همراه یک دی‌وی‌دی فروخته می‌شود که در آن فایل‌های آموزشی، آثار خوانندگان، دموی نرم‌افزارها، فونت‌های مجانی، تکسچرها، عکس‌ها و قلم‌موهای فوتوشاپ موجود است.